# Janusz Pająk (zapaśnik)
Janusz Waldemar Pająk (ur. 18 lutego 1944 w Garwolinie) – polski zapaśnik, olimpijczyk.

## Życiorys
Startował w stylu wolnym. Wystąpił na Igrzyskach Olimpijskich w Meksyku w 1968 w wadze lekkiej, gdzie wygrał dwie walki i przegrał dwie, zajmując 9.-10. miejsce w turnieju.
Czterokrotnie był mistrzem Polski: w wadze lekkiej w 1968 i w wadze półśredniej w 1966, 1969 i 1970.
Startował w klubach Wilga Garwolin, GKS Tychy, Skra Warszawa, Grunwald Poznań i Górnik Wesoła. Po zakończeniu kariery był przez pewien czas trenerem, a potem wyjechał do Niemiec.